# 周通

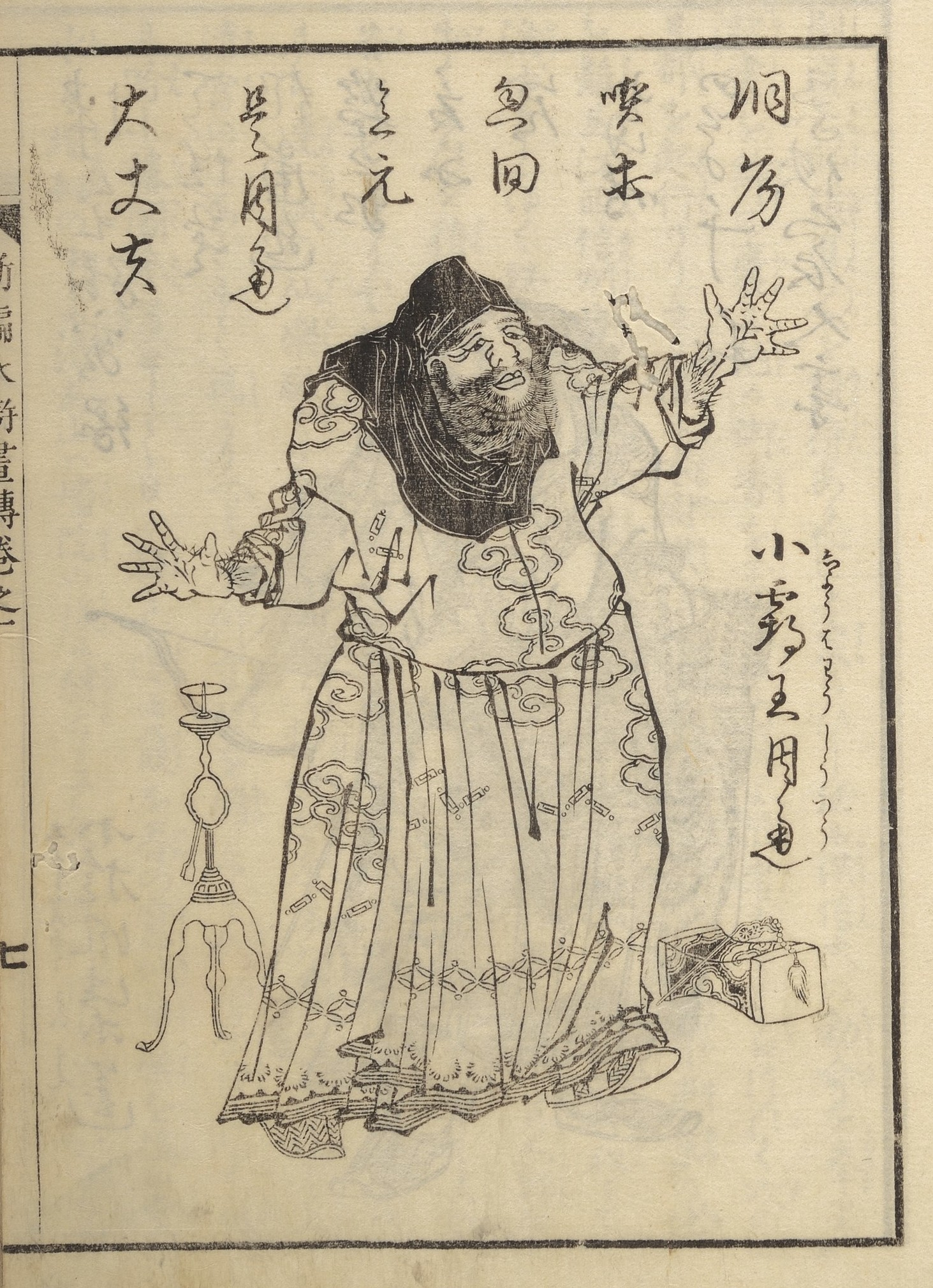
周通

周 通（しゅう とう/しゅう つう、zhōu tōng）は、中国の小説で四大奇書の一つである『水滸伝』の登場人物。
梁山泊第八十七位の好漢。地空星の生まれ変わり。渾名は小覇王（しょうはおう）で、楚漢戦争で覇を競った項羽にちなむ。元は桃花山を根城にした山賊で槍の使い手だが、梁山泊でもさほど強い方でもない李忠に一騎討ちで敗れるほど格別腕が立つわけではなく、梁山泊の騎兵将校では最低の席次であり、魯智深には小物呼ばわりされている。

## 生涯
桃花山に数百の手下と共に篭る山賊の頭目だったが、通りかかった李忠を襲ったところ返り討ちにあって頭領の座を明け渡した。山のふもとにある桃花荘の劉氏の娘に目を付けて無理やり縁組を迫るが、その話を聞いて手助けに乗り出した魯智深に撃退される。魯智深と李忠が知人ということで劉氏の娘を諦めた。
梁山泊討伐に出陣して敗北し、青州奉行の下へ向かう途中だった呼延灼の名馬を盗み、桃花山討伐のきっかけを作ってしまう。この戦いを経て梁山泊に入ると、騎兵軍の小彪将兼斥候頭領に任じられる。各地の戦いに参加するが、特筆する功績はなかった。方臘討伐の中盤で欧鵬、鄧飛、李忠とともに斥候に出たところ、敵将の厲天閏に襲われて一刀の元に斬り殺された。時を同じくして戦死した張順らと、宋江の夢に現れて別れを告げた。